# Australia na Letnich Igrzyskach Olimpijskich 1992
Australię na Letnich Igrzyskach Olimpijskich 1992 reprezentowało 279 zawodników, 187 mężczyzn i 92 kobiety.

## Zdobyte medale
| Medal           | Zawodnik | Konkurencja                                                         |
| hokej na trawie | hokej na trawie | hokej na trawie                                                     |
| --------------- | --- | ------------------------------------------------------------------- |
| Srebro          | Warren Birmingham David Wansbrough John Bestall Lee Bodimeade Ashley Carey Jay Stacy Stephen Davies Damon Diletti Lachlan Dreher Lachlan Elmer Dean Evans Greg Corbitt Paul Lewis Graham Reid Ken Wark Michael York (hokeista) | turniej mężczyzn                                                    |
| jeździectwo     | |                                                                     |
| Złoto           | Matt Ryan | WKKW indywidualnie mężczyzn                                         |
| Złoto           | Matt Ryan Gillian Rolton Andrew Hoy David Green | WKKW drużynowo                                                      |
| kajakarstwo     | |                                                                     |
| Złoto           | Clint Robinson | K1 1000 m mężczyzn                                                  |
| Srebro          | Danielle Woodward | K1 górskie kobiet                                                   |
| Brąz            | Ramon Andersson Kelvin Graham Ian Rowling Steven Wood | K4 1000 m mężczyzn                                                  |
| kolarstwo       | |                                                                     |
| Złoto           | Kathryn Watt | kolarstwo szosowe – wyścig indywidualny ze startu wspólnego kobiet  |
| Srebro          | Kathryn Watt | kolarstwo torowe – 3 km na dochodzenie kobiet                       |
| Srebro          | Brett Aitken Stuart O’Grady Shaun O’Brien Stephen McGlede | kolarstwo torowe – wyścig na 4 km drużynowo na dochodzenie mężczyzn |
| Srebro          | Gary Neiwand | kolarstwo torowe – sprint mężczyzn                                  |
| Srebro          | Shane Kelly | kolarstwo torowe – 1 km ze startu zatrzymanego mężczyzn             |
| lekkoatletyka   | |                                                                     |
| Brąz            | Tim Forsyth | skok wzwyż mężczyzn                                                 |
| Brąz            | Daniela Costian | rzut dyskiem kobiet                                                 |
| pływanie        | |                                                                     |
| Złoto           | Kieren Perkins | 1500 m stylem dowolnym mężczyzn                                     |
| Srebro          | Kieren Perkins | 400 m stylem dowolnym mężczyzn                                      |
| Srebro          | Glen Housman | 1500 m stylem dowolnym mężczyzn                                     |
| Srebro          | Hayley Lewis | 800 m stylem dowolnym kobiet                                        |
| Brąz            | Philip Rogers | 100 m stylem klasycznym mężczyzn                                    |
| Brąz            | Hayley Lewis | 400 m stylem dowolnym kobiet                                        |
| Brąz            | Nicole Livingstone-Stevenson | 200 m stylem grzbietowym kobiet                                     |
| Brąz            | Sam Riley | 100 m stylem klasycznym kobiet                                      |
| Brąz            | Susie O’Neill | 200 m stylem motylkowym kobiet                                      |
| tenis           | |                                                                     |
| Brąz            | Rachel McQuillan Nicole Provis-Bradtke | debel kobiet                                                        |
| wioślarstwo     | |                                                                     |
| Złoto           | Steve Hawkins Peter Antonie | dwójka podwójna mężczyzn                                            |
| Złoto           | Andrew Cooper Mike McKay Nick Green James Tomkins | czwórka bez sternika mężczyzn                                       |
| Żeglarstwo      | |                                                                     |
| Brąz            | Lars Kleppich | windsurfer                                                          |
| Brąz            | John Forbes Mitch Booth | klasa tornado                                                       |